# Хавенга, Николас Христиан
Николас Христиан Хавенга (африк. Nicolaas Christiaan Havenga; англ. Nicolaas Christiaan Havenga ) — государственный и политический деятель Южно-Африканской Республики. Исполнял обязанности премьер-министра страны с 19 октября по 30 ноября 1954 года.

## Биография
Родился в 1882 году в Фауресмите (Оранжевое Свободное Государство) в семье буров. Дважды занимал должность министра финансов страны: первый раз с 1929 по 1934 год, второй раз с 1948 по 1954 год. С 1941 по 1951 года состоял в националистической партии буров — Партии африканеров. После ухода в отставку Даниэля Франсуа Малана, Николас был исполняющим обязанности премьер-министра. Скончался в 1957 году в Кейптауне.